# Чистопольский сельский совет (Никопольский район)
Чистопольский сельский совет (укр. Чистопільська сільська рада) — входит в состав
Никопольского района
Днепропетровской области
Украины.
Административный центр сельского совета находится в 
с. Чистополь.

## Населённые пункты совета
- с. Чистополь
- с. Высокополь
- с. Бекетовка
- с. Марьевка
- с. Александровка
- с. Подгорное
- с. Таврическое